# Комарова, Домна Павловна
До́мна Па́вловна Комаро́ва (18 октября 1920, с. Ламское, ныне Становлянского района Липецкой области — 31 декабря 1994, Москва) — советский государственный деятель, Министр социального обеспечения РСФСР (1967—1988).

## Биография
В 1955 году окончила Высшую партийную школу при ЦК КПСС (заочно).
В годы Великой Отечественной войны Комарова работала в Липецкой области пионервожатой, секретарём райкома комсомола, секретарём райисполкома, инструктором райкома ВКП(б) Липецкой области.
С 1944 по 1954 год — секретарь Рогнединского районного комитета, инструктор, заместитель заведующего Отделом Брянского областного комитета ВКП(б).
С 1954 по 1960 год — первый секретарь Брянского сельского районного комитета КПСС.
С 1960 по 1967 год — председатель исполкома Брянского областного Совета народных депутатов (1962—1964 гг. — сельского облисполкома).
С 1967 по 1988 год — министр социального обеспечения РСФСР.
Член ВКП(б) с 1940 г. Член Центральной Ревизионной Комиссии КПСС (1966—1989).
Депутат Верховных Советов СССР и РСФСР, делегат пяти съездов КПСС. Почётный гражданин города Брянска (1967).
На пенсии с июня 1988 года.
Скончалась 31 декабря 1994 года на 75-м году жизни. Похоронена на Кунцевском кладбище Москвы (участок 10).

Муж — Семенович Степан Денисович (7.4.1914 — 10.10.2006) ответственный работник Прокуратуры РСФСР.
Сын — Семенович Геннадий Степанович (21.12.1945 — 21.10.2005) офицер Советской Армии, выпускник Серпуховского высшего военного командно-инженерного училища ракетных войск имени Ленинского комсомола.

## Награды и звания
Награждена орденами Ленина, Октябрьской Революции, двумя орденами Трудового Красного Знамени и медалями.